# Peter Laird

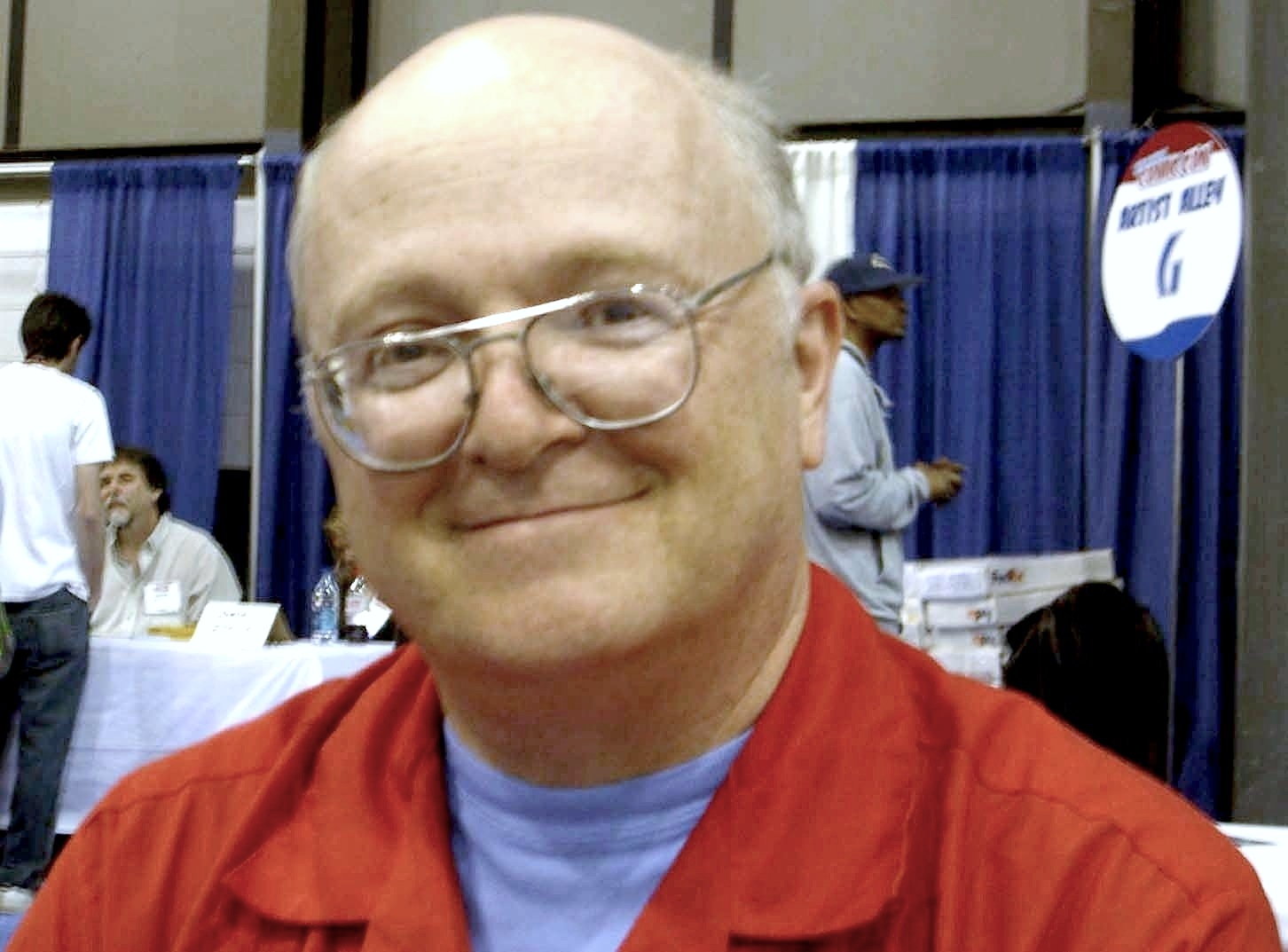
Peter Laird

Peter Laird (* 27. Januar 1954 in North Adams, Massachusetts) ist ein US-amerikanischer Comiczeichner. Bekannt wurde er als Co-Produzent (zusammen mit seinem Partner Kevin Eastman) und Schöpfer der weltweit bekannten Serie Teenage Mutant Ninja Turtles, die in Europa oft auch als Hero Turtles betitelt wurde.

## Leben
Peter Laird war zunächst als Comiczeichner und Illustrator bei lokalen Zeitungen tätig. 1984 brachte er mit Kevin Eastman das erste Comicheft der Teenage Mutant Ninja Turtles im selbstgegründeten Verlag Mirage Studios heraus, welches sofort ein Erfolg wurde. Nach den Engagements weiterer Zeichner wurde Laird und Eastman überwiegend als Organisatoren der Franchise tätig, worunter auch Realfilme, Videospiele und Zeichentrickserien fielen. 1992 gründete Laird die Xeric Foundation, eine Stiftung zur Unterstützung selbstverlegender Comiczeichner.
2000 kaufte Laird einen Großteil der Anteile seines Partners Eastman und 2008 auch den Rest, da Eastman ausstieg. 2009 verkaufte Laird das Franchise an Nickelodeon für 60 Millionen Dollar.